# Matilde Areosa
Matilde Areosa (Coimbra, ? - Coimbra 10 de outubro de 1917) foi uma poetisa portuguesa. Destacou-se também como acérrima defensora da emancipação feminina, postulando a igualdade, o direito da mulher ao trabalho remunerado e a afirmação do direito ao cultivo intelectual da mesma.

## Família
Filha de Adelino António das Neves e Melo e de Ana Ludovina Saraiva Machado e Melo, e irmã de Adelino Neves. Seu pai exerceu a profissão de médico, enquanto que o seu irmão foi um escritor, cônsul de Portugal no Pará, Rio Grande do Sul, em Zanzibar e Demerara, e amigo de Camilo Castelo Branco. É ainda aparentada com o conde de Alvalade, jurisconsulto em Lisboa, e com o conde Rego Botelho, grande proprietário nos Açores. A sua família é aparentada com os marqueses de Borba. Neta de José das Neves e Melo, docente da Universidade de Coimbra e director do Museu Botânico.
Casou com António Duarte dos Matos Aresoa, cuja profissão era exercida na banca e nos seguros. Matilde Aresoa veio a emigrar para o Brasil no século XX, onde residiu no Rio de Janeiro e seguidamente, em Manaus. O seu marido António Areosa veio a ser um abastado e importante proprietário em Manaus e cônsul do Paraguai no mesmo município. Tiveram uma filha que acabou por falecer precocemente.

## Carreira profissional
Declarou-se como poetisa e contista na imprensa periódica portuguesa e brasileira. Como poetisa, elaborou poemas sobre a Ilha da Madeira, que por esta se afeiçoou. Colaborou nos periódicos brasileiros Revista da Semana, Amazonas e O Grêmio, Órgão do Grémio Familiar Amazonense, e na imprensa madeirense escreveu para o Diário da Madeira, o Diário de Notícias e O Tempo, entre outros. Assinava como Mathilde Areosa ou com as iniciais M. A.. Os seus poemas encontram-se dispersos pela imprensa periódica de Coimbra, Lisboa, Funchal e Manaus, não tendo a autora deixado qualquer obra publicada. A sua poética centra-se, essencialmente, na religiosidade, mas aborda também temáticas como a sua infância, caridade, e saudade eminente da sua terra, a natureza e paisagens madeirenses, a educação e o amor universal como o hino, a paz e a liberdade. Temáticas estas que podem ser encontradas nos seguintes poemas:  “No Monte (na Ilha da Madeira)”, “Dae aos pobres?” (composição dedicada à comissão promotora da festa de caridade, em favor da Casa dos Pobres Desamparados), “Assumpto Bíblico”, “Caridade”, “A um Christo Crucificado”, “Avante!”, “Minha Terra!”, “Na Quinta das Lágrimas” e “Infância e Flores” (poema dedicado a sua amiga Nadir de Figueiredo).

### Ativista
Matilde Areosa era acérrima defensora da emancipação feminina, postulando a igualdade, o direito da mulher ao trabalho remunerado e a afirmação do direito ao cultivo intelectual da mesma. A sua defesa da emancipação feminina teve certo impacto na Madeira e a consternação pela sua perda e o afecto por esta escritora de Coimbra estão estampados na imprensa regional.